# Cyrtoneurina steini
Cyrtoneurina steini är en tvåvingeart som beskrevs av John Otterbein Snyder 1954. Cyrtoneurina steini ingår i släktet Cyrtoneurina och familjen husflugor. Inga underarter finns listade i Catalogue of Life.